# Lichnówki Drugie
Lichnówki Drugie – osada w Polsce położona w województwie pomorskim, w powiecie malborskim, w gminie Lichnowy na obszarze Wielkich Żuław Malborskich.